# Okrouhlík (přírodní památka)
Okrouhlík je přírodní památka o rozloze 0,5814 ha, vyhlášena v roce 1982 a nacházející se v Praze v České republice. Jedná se o maloplošné chráněné území v Praze 8 přímo situované poblíž tramvajové zastávky (zastávka Okrouhlická) umožňující snadný přístup k lokalitě. Předmětem ochrany jsou svrchnokřídové pískovce ležící na jihozápadním svahu Okrouhlíku, cenomanské mezozoické pískovce a jemnozrnné slínovce na jihovýchodním okraji.

## Lokalita
Přírodní památka se nachází na vyvýšenině s nadmořskou výškou 275 metrů mezi částmi Prahy Bulovkou a sídlištěm Ďáblice. Na jihozápadním okraji území se nachází zahrádkářská osada, ostatní části území jsou obklopeny městským parkem, za kterým se nachází zástavba v podobě sídliště a rodinných domů.

## Historie
Pastvina, která na tomto území existovala v minulosti, zanikla na konci 50. let 20. století v důsledku urbanizace. S růstem populace se začala Praha zvětšovat a postupně městská zástavba zabírala prostor zemědělské krajiny a tím pádem jí přeměňovala na příměstskou. Docházelo i k zániku některých druhů rostlin a živočichů, které se vyskytovaly v okolí přírodní památky, příčinou také byla výsadba dubu, která na zánik společenstev působila nejvíc. Stále se některá z těchto společenstev objevují v Okrouhlíku.
Území bylo vyhlášeno jako přírodní památka Národním výborem hl. m. Prahy 27. května 1982. Tato vyhláška s číslem 3/1982 je účinná od 1. září 1982.

## Přírodní poměry

### Geologie
Podklad oblasti tvoří cenomanské pískovce a slepence perucko-korycanského souvrství, které vznikly usazováním v oblasti Českého masívu v tehdejším vodním tělese. Diagonálně zvrstvené plochy, které je možné na lokalitě pozorovat, dávají možnost stanovit směry paleoproudů. V plánu péče je navrhováno, aby na lokalitě proběhl hlubší geologický průzkum, který zatím ale nebyl proveden, stejně tak jako entomologický a mykologický.

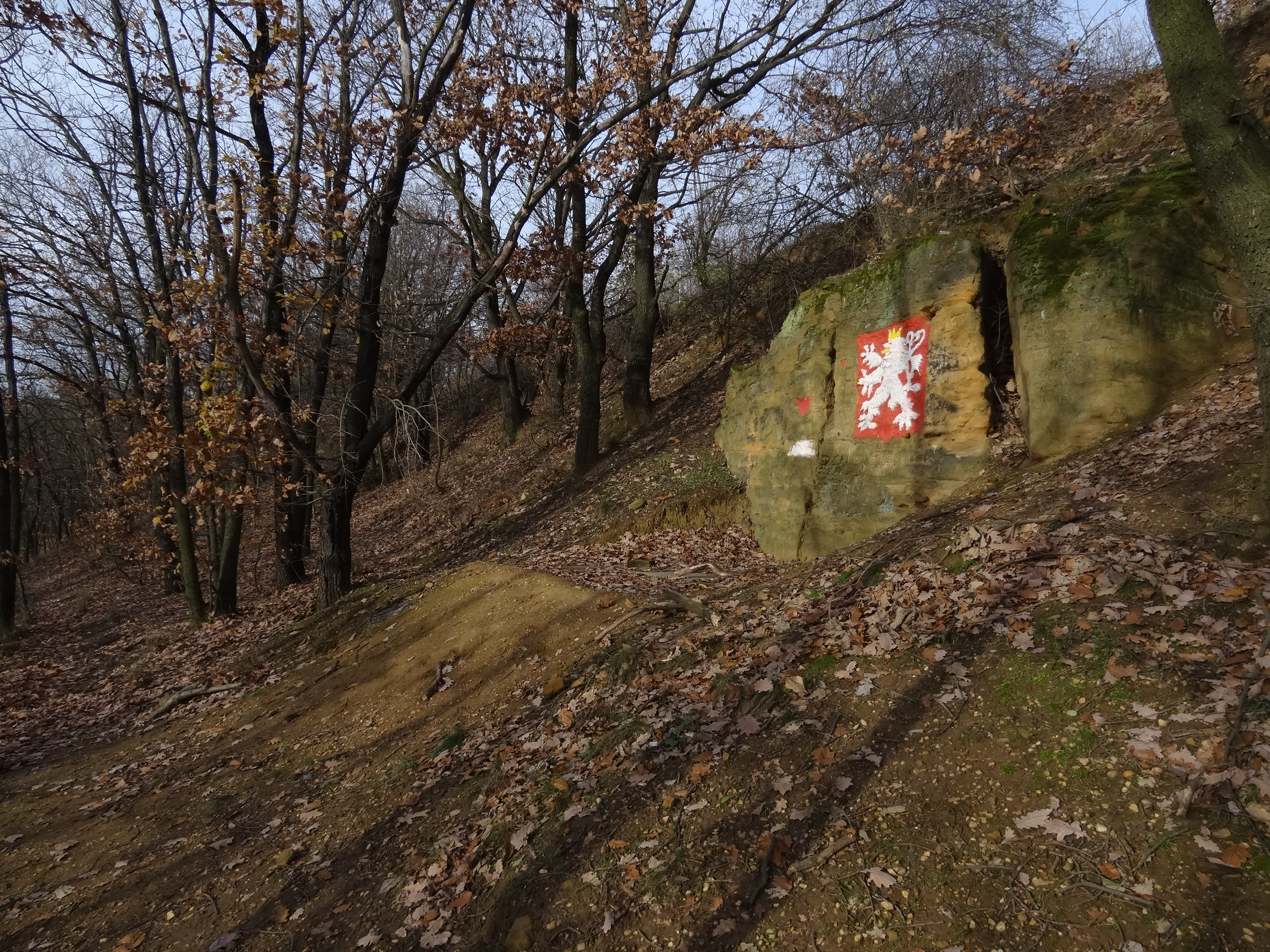
Skalní výchozy v severní části CHÚ s českým znakem

### Flóra

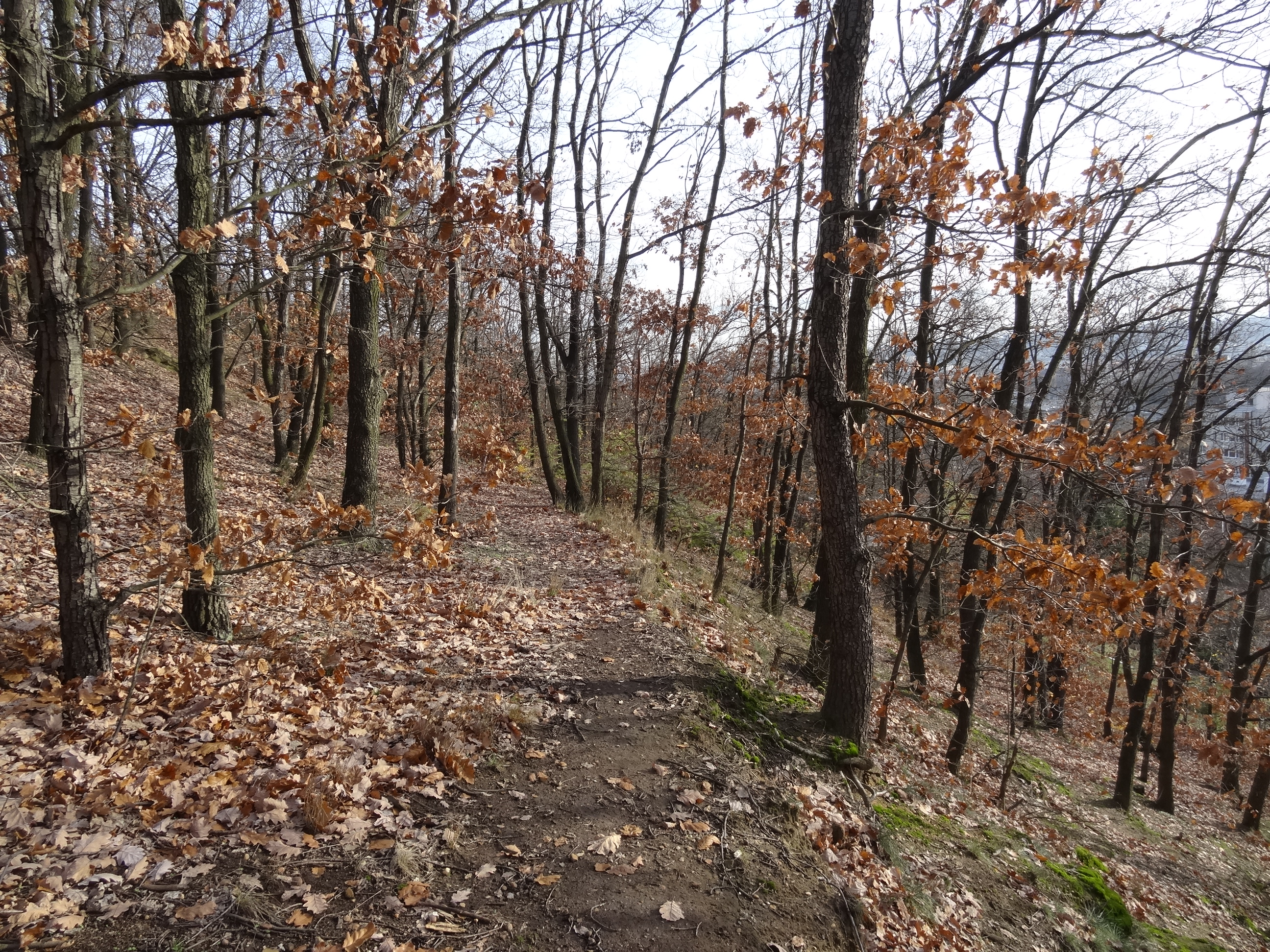
Les ve střední části CHÚ

Současné procentuální zastoupení druhů stromů, které nejsou přirozenou druhovou skladbou a jejichž výskyt je potřeba omezovat, je následující: dub zimní (Quercus petraea) je zastoupen v podílu 95 %, zbylých 5 % připadá na trnovník akát (Robinia pseudoacacia). Ostatní dřeviny jako buk lesní (Fagus sylvatica), borovice lesní (Pinus sylvestris), borovice černá (Pinus nigra), bříza (Betula), dub červený (Quercus rubra), lípa malolistá (Tilia cordata), habr (Carpinus L.) jsou zastoupeny v omezeném počtu. Podle hodnocení se jedná o les kulturní.
V minulosti byla oblast bohatá na společenstva písečných suchomilných rostlin. Výsadba dubů změnila vzhled území tak, že na místo smldníku olešníkového (Peucedanum oreoselinum), paličkovce šedavého (Corynephorus canescens), mateřídoušky úzkolisté (Thymus serpyllum), teplomilných trávníků a jiných druhů přišla nová společenstva, která reprezentují druhy jako javor mléč (Acer platanoides), pelyněk černobýl (Artemisia vulgaris), lebeda rozkladitá (Atriplex patula), srha laločnatá (Dactylis glomerata), pryšec chvojka (Euphorbia cyparissias), kostřava sivá (Festuca pallens) nebo bez černý (Sambucus nigra). Ale i s tímto příbytkem rostlinných druhů je území památky poměrně chudé, místy je porostlé keři a plevely.

### Fauna
Na pískovištích Okrouhlíku lze nalézt různé druhy teplomilného hmyzu, třeba hrabavé vosy Vespula, pískomilné potemníčky Tenebrio, také střevlíkovité Carabidae, mandelinkovité Chrysomelidae a nosatcovité Curculionidae brouky.
Vyskytuje se zde také trojzubka stepní Chondrula tridens. Na území dále žije 437 druhů motýlů, z nichž indikátory 2. stupně jsou adéla měrnicová Adela fasciella , obaleč Epiblema tetragonanum, Modrásek podobný Plebejus argyrognomon, píďalka dřišťálová Pareulype berberata, píďalička trnková Rhinoprora chloerata.
V minulosti obývaly nelesní areál druhy, které jsou nyní již pravděpodobně na lokalitě vyhubeny. Plán péče na období 2010 až 2022 zmiňuje například druhy jako trojzubka stepní Chondrula tridens, kvapník Ophonus puncticolis, střevlíkovití Harpalus anxius, mandelinkovití Coptocephala unifasciata, nosatcovití: Otiorhynchus velutinus, O. fullo, Trachyphloeus alternans, Trachyphloeus spinimanus, Trachyphloeus angustisetulus, Comasinus setiger, krytonosci Gymnaetron melas, hrotařovití Mordellistena dieckmanni a píďalička zarudlá (Gymnoscelis rufifasciata).
Území je bohaté na ptačí druhy typickými pro celou Českou republiku, je to například brhlík lesní (Sitta europaea), budníček menší (Phylloscopus collybita), červenka obecná (Erithacus rubecula), holub domácí (Columba livia f. domestica)), drozd zpěvný (Turdus philomelos), kukačka obecná (Cuculus canorus), kos černý (Turdus merula) a další.

## Ochrana
Předmětem ochrany jsou svrchnokřídové pískovce ležící na jihozápadním svahu Okrouhlíku, cenomanské mezozoické pískovce a jemnozrnné slínovce na jihovýchodním okraji. Dále jsou chráněna teplomilná společenstva hmyzu a rostlin. Cílem ochrany území je zajistit bezpečí geologicky zajímavých pískovcových výchozů. Dále si plán klade za cíl vytvořit ekosystém klimaxového lesa. Pro docílení tohoto stavu by mělo docházet ke kácení dubů, nicméně tento záměr je v rozporu s plány majitelů pozemků.

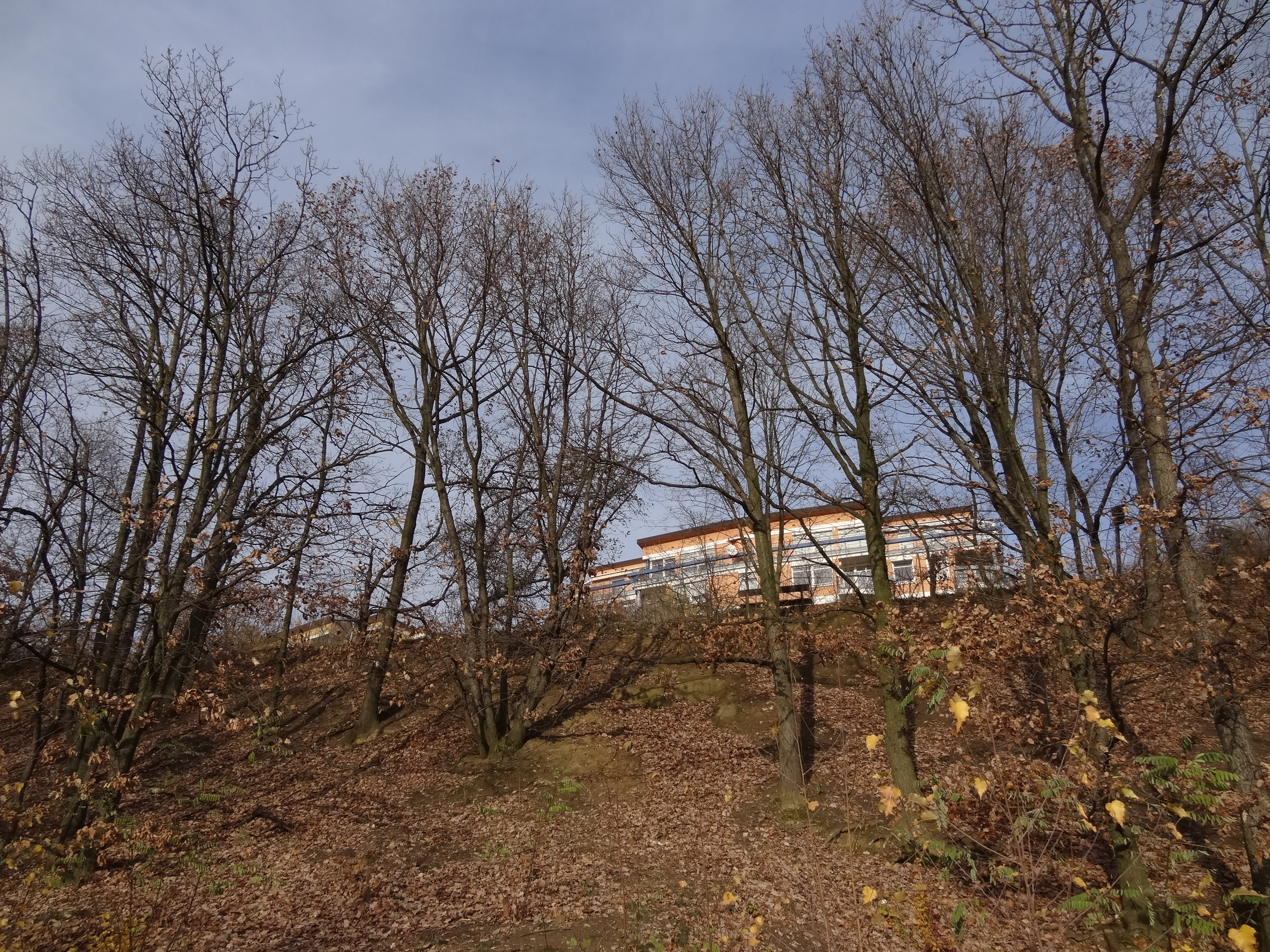
Průhled z vrcholu pískovcové skály na nové sídliště v ulici Nad Okrouhlíkem

## Hospodaření
Plán péče z minulých let (2000–2009) navrhoval odstranění dubu červeného Quercus rubra, akátu Robinia pseudoacacia a modřínu Larix podle jednotlivého výběru a potom na uvolněném místě vysázet duby, habry a lípy a také doplnit keřové patro. Tento dřívější záměr byl splněn v minimální míře. V současnosti se doporučuje pokračovat v odstraňování akátu a ve snaze vytvořit bohatě strukturovaný fragment lesního ekosystému s přirozenou druhovou skladbou. Kácení stromů by mělo vést k prosvětlení lesního prostoru při udržovaném nižším zakmenění. To se týče nejenom chráněného území, ale i ochranného pásma.

## Turismus
Přírodní památkou vede turistická značená trasa 1105 od konečné tramvají v Kobylisích do Starých Malešic.